# 1156 dans les croisades
Cette page regroupe les évènements concernant les Croisades qui sont survenus en 1156 :
- 17 janvier : mort d'André de Montbard, grand maître de l'Ordre du Temple[1].
- décembre : Renaud de Châtillon, prince d'Antioche et Thoros Ier, prince d'Arménie attaquent et pillent l'île de Chypre, possession byzantine[2].